# Hory Naftali
Hory Naftali (hebrejsky: הרי נפתלי, Harej Naftali) je pohoří na pomezí Libanonu a Izraele v Horní Galileji.
Táhnou se severojižním směrem v délce cca 20 kilometrů podél hranice mezi Libanonem a Izraelem a tvoří rozvodí mezi Středozemním mořem a řekou Jordán. Na západní straně přecházejí pozvolna do vysočiny v jižním Libanonu, zatímco na východní straně mají ráz prudkého zlomu, který klesá o 700 metrů do Chulského údolí v Izraeli. Hlavní hřeben dosahuje výšek 700-900 metrů. Bývá nazýván též Reches Ramim (רכס רמים). Nejvyšším bodem pohoří je hora Har Šina'an s nadmořskou výškou 902 metrů. Dalším významným vrcholem je hora Har Nezer (760 metrů nad mořem) nebo Har Zakif (823 m n. m.). Skrz prudký východní svah pohoří prochází několik menších vodních toků, zejména Nachal Kedeš. V jižní části přechází vysočina Naftali v nevelkou, severojižně orientovanou náhorní terasu Bik'at Kedeš (údolí Kedeš). Na severu končí poblíž města Metula vrcholky Har Cfija a Har Noter.
V době křižáckých států byla na hřebeni hor postavena pevnost Mecudat Hunin zvaná v soudobých pramenech Chastel Neuf, která kontrolovala Chulské údolí a obchodní trasy do Damašku.

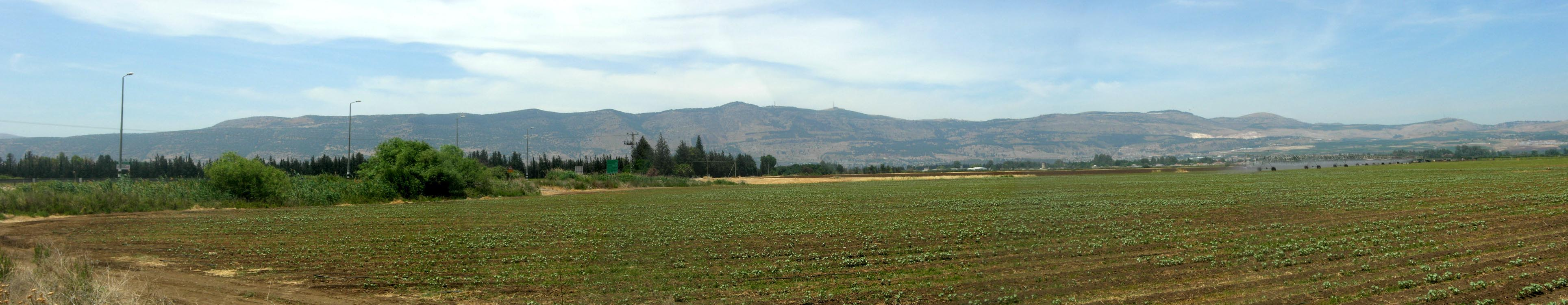
Celkový pohled na hlavní hřeben Hor Naftali z Chulského údolí

Vrcholové partie osázel během 20. století Židovský národní fond lesem Ja'ar Harej Naftali (יער הרי נפתלי), který dosahuje plochy 8000 dunamů (8 kilometrů čtverečních) a je turisticky využíván. Z hřebenů Harej Naftali se nabízí výhled na celé Chulské údolí i na Golanské výšiny včetně masivu Hermon. Západním směrem je vidět hluboko do vnitrozemí jižního Libanonu. Prochází tudy nejsevernější úsek izraelské stezky, která v severojižním směru protíná celé území státu.
Oblast Hor Naftali byla předmětem těžkých bojů během první arabsko-izraelské války v roce 1948, zejména v okolí židovské vesnice Manara založené roku 1943 jako první a po jistou dobu jediné novověké židovské osídlení v tomto regionu. Například v říjnu obsadila Arabská osvobozenecká armáda Fauzí al-Kaukdžího lokalitu Šejch Abed (hora Har Šina'an) a vedla odtud útok na vesnici Manara, na který Izraelci reagovali prostřednictvím Operace Ja'el. Tato izraelská operace byla neúspěšná, ale o pár dní později začala Operace Chiram, v jejímž rámci Izrael celé území dobyl.
V současnosti se podél hřebene hor Naftali táhne pás izraelských vesnic, který začíná jižně od města Metula. Jde o vesnice Misgav Am, Margalijot, Manara, Jiftach a Ramot Naftali, které spojuje lokální silnice 886. Pod úpatím hor Naftali se nachází hustěji osídlené Chulské údolí, přímo na svazích pohoří stojí město Kirjat Šmona.